# Román labdarúgókupa
A román labdarúgókupa vagy román kupa (hivatalos nevén Cupa României) a legrangosabb nemzeti labdarúgókupa Romániában, amelyet először 1933-ban rendeztek meg. A legsikeresebb klub a Steaua București, amely eddig 24 alkalommal hódította el a trófeát.
A román kupa az ország második legrangosabb labdarúgó versenykiírása, a román bajnokság után. A kupa győztese jogán Románia csapatot indíthat az Európa-liga rájátszásában.

## Rendszere

### Megyei
Ebben a szakaszban a megyei Labdarúgó-szövetségek szervezik a mérkőzéseket, aminek a végén minden megyéből 1-1 csapat jut a következő körbe. Ez összesen 42 csapatot jelent.

### Országos
A kupa ezen szakaszát már a Román labdarúgó-szövetség szervezi. Az első 5 fordulóban figyelembe veszik a csapatok földrajzi elhelyezkedését, így elkerülve a hosszú utazásokat. Amennyiben egy alacsonyabb osztályú csapatot egy magasabb osztályúval párosítanak össze, ez esetben mindig előbbi a pályaválasztó.
- Első forduló - 140 csapat (42 csapat a megyei selejtezőből és 98 harmadosztályú (Liga III) csapat)
- Második forduló - 80 csapat (70 győztes az első fordulóból és a maradék 10 harmadosztályú csapat)
- Harmadik forduló - 40 csapat (A második forduló győztesei)
- Negyedik forduló - 56 csapat (20 győztes a harmadik fordulóból és az összes (36) másodosztályú (Liga II) csapat)
- Ötödik forduló - 28 csapat (A negyedik forduló győztesei)
- Legjobb 32 - (14 győztes a negyedik fordulóból és az összes (18) első osztályú (Liga I) csapat)

Ettől a fordulótól kezdve a csapatokat kiemelés szerint sorsolják össze, ami a következőképen néz ki:
- A kalap: Az előző idény első 6 helyezett csapata az első osztályból (6 csapat)
- B kalap: A maradék első osztályú csapatok (12 csapat)
- C kalap: Alsóbb osztályú csapatok (14 csapat)

Az A kalapban jelenlévő csapatok a C kalapból kapnak ellenfelet, majd a C kalapban lévő maradék 8 csapatot összesorsolják a B kalapból előhúzott csapatokkal. Minden párosításnál az alacsonyabb osztályú csapat a pályaválasztó. A B kalapban maradt 4 csapatot egymással párosítják össze és kisorsolják, hogy ki legyen a hazai csapat.
- Nyolcaddöntő (A legjobb 32 győztesei)
- Negyeddöntők
- Elődöntők
- Döntő

Ebben a szakaszban már oda-vissza vágós alapon találkoznak a csapatok. Amikor még egy mérkőzés döntött a továbbjutásról, akkor semleges helyszínt választottak. A döntőt a legtöbb esetben Bukarestben rendezik.

## Eddigi győztesek
| Szezon    | Győztes                           | Eredmény                                       | Ezüstérmes                    |
| --------- | --------------------------------- | ---------------------------------------------- | ----------------------------- |
| 1933/34   | Ripensia Timișoara                | 5-0                                            | Universitatea Clui            |
| 1934/35   | Rapid București                   | 6-5 (p.d.)                                     | Ripensia Timișoara            |
| 1935/36   | Ripensia Timișoara                | 5-1                                            | Unirea Tricolor București     |
| 1936/37   | Rapid București                   | 5-1                                            | Ripensia Timișoara            |
| 1937/38   | Rapid București                   | 3-2                                            | CAM Timișoara                 |
| 1938/39   | Rapid București                   | 2-0                                            | Studențesc București          |
| 1939/40   | Rapid București                   | 2-2 (p.d.) 4-4 (p.d.) (r.) 2-2 (p.d.) (r.) 2-1 | Venus București               |
| 1940/41   | Rapid București                   | 4-3                                            | Unirea Tricolor București     |
| 1941/42   | Rapid București                   | 7-1                                            | Universitatea Sibiu           |
| 1942/43   | CFR Turnu Severin                 | 4-0                                            | Studențesc București          |
| 1943/47   | Elmaradt a II. világháború miatt. |                                                |                               |
| 1947/48   | UTA Arad                          | 3-2                                            | CFR Timișoara                 |
| 1948/49   | Steaua București                  | 2-1                                            | Universitatea Clui            |
| 1950      | Steaua București                  | 3-1                                            | Flamura Rosie Arad            |
| 1951      | Steaua București                  | 3-1 (p.d.)                                     | Flacăra Mediaș                |
| 1952      | Steaua București                  | 2-0                                            | Flacăra Ploiești              |
| 1953      | Flamura Rosie Arad                | 1-0 (p.d.)                                     | Steaua București              |
| 1954      | Metalul Reșiţa                    | 2-0                                            | Dinamo București              |
| 1955      | Steaua București                  | 6-3 (p.d.)                                     | Nagyváradi Haladás            |
| 1955/56   | Nagyváradi Haladás                | 2-0                                            | Energia Metalul Câmpii Turzii |
| 1956/57   | Nem rendezték meg.                |                                                |                               |
| 1957/58   | știinţa Timișoara                 | 1-0                                            | Progresul București           |
| 1958/59   | Dinamo București                  | 4-0                                            | CSM Baia Mare                 |
| 1959/60   | Progresul București               | 2-0                                            | Dinamo Obor București         |
| 1960/61   | Arieșul Turda                     | 2-1                                            | Rapid București               |
| 1961/62   | Steaua București                  | 5-1                                            | Rapid București               |
| 1962/63   | Petrolul Ploiești                 | 6-1                                            | Siderurgistul Galaţi          |
| 1963/64   | Dinamo București                  | 5-3                                            | Steaua București              |
| 1964/65   | FC Universitatea Cluj             | 2-1                                            | Argeș Pitești                 |
| 1965/66   | Steaua București                  | 4-0                                            | Flamura Rosie Arad            |
| 1966/67   | Steaua București                  | 6-0                                            | Foresta Fălticeni             |
| 1967/68   | Dinamo București                  | 3-1 (p.d)                                      | Rapid București               |
| 1968/69   | Steaua București                  | 2-1                                            | Dinamo București              |
| 1969/70   | Steaua București                  | 2-1                                            | Dinamo București              |
| 1970/71   | Steaua București                  | 3-2                                            | Dinamo București              |
| 1971/72   | Rapid București                   | 2-0                                            | Jiul Petroșani                |
| 1972/73   | Chimia Râmnicu Vâlcea             | 1-1 (p.d.) 3-0                                 | Constructorul Galaţi          |
| 1973/74   | Jiul Petroșani                    | 4-2                                            | FC Timișoara                  |
| 1974/75   | Rapid București                   | 2-1 (p.d.)                                     | Universitatea Craiova         |
| 1975/76   | Steaua București                  | 1-0                                            | CSU Galaţi                    |
| 1976/77   | Universitatea Craiova             | 2-1                                            | Steaua București              |
| 1977/78   | Universitatea Craiova             | 3-1                                            | Olimpia Satu Mare             |
| 1978/79   | Steaua București                  | 3-0                                            | Studențesc București          |
| 1979/80   | Politehnica Timișoara             | 2-1 (p.d.)                                     | Steaua București              |
| 1980/81   | Universitatea Craiova             | 6-0                                            | Politehnica Timișoara         |
| 1981/82   | Dinamo București                  | 3-2                                            | FC Baia Mare                  |
| 1982/83   | Universitatea Craiova             | 2-1                                            | Politehnica Timișoara         |
| 1983/84   | Dinamo București                  | 2-1                                            | Steaua București              |
| 1984/85   | Steaua București                  | 2-1                                            | Universitatea Craiova         |
| 1985/86   | Dinamo București                  | 1-0                                            | Steaua București              |
| 1986/87   | Steaua București                  | 1-0                                            | Dinamo București              |
| 1987/88   | Steaua București                  | 2-1                                            | Dinamo București              |
| 1988/89   | Steaua București                  | 1-0                                            | Dinamo București              |
| 1989/90   | Dinamo București                  | 6-4                                            | Steaua București              |
| 1990/91   | Universitatea Craiova             | 2-1                                            | FC Bacău                      |
| 1991/92   | Steaua București                  | 1-1 (k. 3-2)                                   | Politehnica Timișoara         |
| 1992/93   | Universitatea Craiova             | 2-0                                            | Dacia Unirea Braiła           |
| 1993/94   | Gloria Bistrița                   | 1-0                                            | Universitatea Craiova         |
| 1994/95   | Petrolul Ploiești                 | 1-1 (k. 5-3)                                   | Rapid București               |
| 1995/96   | Steaua București                  | 3-1                                            | Gloria Bistrița               |
| 1996/97   | Steaua București                  | 4-2                                            | Național București            |
| 1997/98   | Rapid București                   | 1-0                                            | Universitatea Craiova         |
| 1998/99   | Steaua București                  | 2-2 (k. 4-2)                                   | Rapid București               |
| 1999/00   | Dinamo București                  | 2-0                                            | Universitatea Craiova         |
| 2000/01   | Dinamo București                  | 4-2                                            | Rocar București               |
| 2001/02   | Rapid București                   | 2-1                                            | Dinamo București              |
| 2002/03   | Dinamo București                  | 1-0                                            | Național București            |
| 2003/04   | Dinamo București                  | 2-0                                            | Oțelul Galați                 |
| 2004/05   | Dinamo București                  | 1-0                                            | Farul Constanța               |
| 2005/06   | Rapid București                   | 1-0 (p.d.)                                     | Național București            |
| 2006/07   | Rapid București                   | 2-0                                            | Politehnica Timișoara         |
| 2007/08   | CFR Cluj                          | 2-1                                            | Unirea Urziceni               |
| 2008/09   | CFR Cluj                          | 3-0                                            | Politehnica Timișoara         |
| 2009/10   | CFR Cluj                          | 0-0 (k. 5-4)                                   | FC Vaslui                     |
| 2010/11   | Steaua București                  | 2-1                                            | Dinamo București              |
| 2011/12   | Dinamo București                  | 1-0                                            | Rapid București               |
| 2012/13   | Petrolul Ploiești                 | 1-0                                            | CFR Cluj                      |
| 2013/14   | Astra Giurgiu                     | 0-0 (bün:4-1)                                  | FC Steaua București           |
| 2014/15   | Steaua București                  | 2-1                                            | Universitatea Cluj            |
| 2015/16   | CFR Cluj                          | 2-2 (bün:5-4)                                  | Dinamo București              |
| 2016/17   | FC Voluntari                      | 1-1 (bün:5-3)                                  | Astra Giurgiu                 |
| 2017/18   | CS Universitatea Craiova          | 2-0                                            | FC Hermannstadt               |
| 2018/19   | FC Viitorul Constanța             | 1-2                                            | FC Astra Giurgiu              |
| 2019/20   | FCSB                              | 1-0                                            | Sepsi OSK                     |
| 2020/21   | CS Universitatea Craiova          | 3-2 (h.u)                                      | FC Astra Giurgiu              |
| 2021/22   | Sepsi OSK                         | 2-1                                            | FC Voluntari                  |
| 2022/2023 | Sepsi OSK                         | 0-0 (bün:5-4)                                  | Universitatea Cluj            |
| 2023/2024 | Corvinul Hunedoara                | 2-2 (bün:4-3)                                  | Oțelul Galați                 |

### Dicsőségtábla
| Klub                      | Győztes | Ezüstérmes | Győztes évek |
| ------------------------- | ------- | ---------- | --- |
| Steaua București          | 24      | 8          | 1948–49, 1950, 1951, 1952, 1955, 1961–62, 1965–66, 1966–67, 1968–69, 1969–70, 1970–71, 1975–76, 1978–79, 1984–85, 1986–87, 1987–88, 1988–89, 1991–92, 1995–96, 1996–97, 1998–99, 2010–11, 2014–15, 2019–20 |
| Dinamo București          | 13      | 9          | 1958–59, 1963–64, 1967–68, 1981–82, 1983–84, 1985–86, 1989–90, 1999–00, 2000–01, 2002–03, 2003–04, 2004–05, 2011–12                                                                                        |
| Rapid București           | 13      | 6          | 1934–35, 1936–37, 1937–38, 1938–39, 1939–40, 1940–41, 1941–42, 1971–72, 1974–75, 1997–98, 2001–02, 2005–06, 2006–07                                                                                        |
| Universitatea Craiova     | 8       | 5          | 1976–77, 1977–78, 1980–81, 1982–83, 1990–91, 1992–93, 2017–18 |
| Petrolul Ploiești         | 3       | 1          | 1962–63, 1994–95, 2012–13 |
| CFR Cluj                  | 4       | 1          | 2007–08, 2008–09, 2009–10, 2015-16 |
| Politehnica Timișoara     | 2       | 6          | 1957–58, 1979–80 |
| Ripensia Timișoara        | 2       | 2          | 1933–34, 1935–36 |
| UTA Arad                  | 2       | 2          | 1947–48, 1953 |
| Sepsi OSK                 | 2       | 1          | 2021-22, 2022-23 |
| Progresul București       | 1       | 4          | 1959–60 |
| Universitatea Cluj        | 1       | 3          | 1964-65 |
| Astra Giurgiu             | 1       | 2          | 2013–14 |
| Gloria Bistrița           | 1       | 1          | 1993–94 |
| Jiul Petroșani            | 1       | 1          | 1973–74 |
| Nagyváradi AC             | 1       | 1          | 1956 |
| Turnu Severin             | 1       | 0          | 1942–43 |
| Chimia Râmnicu Vâlcea     | 1       | 0          | 1972–73 |
| Metalul Reșiţa            | 1       | 0          | 1954 |
| Voluntari                 | 1       | 1          | 2016–17 |
| Corvinul Hunedoara        | 1       | 0          | 2023-24 |
| FC Viitorul Constanța     | 1       | 0          | 2018-19 |
| Studențesc București      | 0       | 3          | |
| Unirea Tricolor București | 0       | 2          | |
| FCM Baia Mare             | 0       | 2          | |
| FC Vaslui                 | 0       | 1          | |
| Unirea Urziceni           | 0       | 1          | |
| Farul Constanța           | 0       | 1          | |
| Oțelul Galați             | 0       | 1          | |
| Rocar București           | 0       | 1          | |
| Dacia Unirea Brăila       | 0       | 1          | |
| FC Bacău                  | 0       | 1          | |
| Olimpia Satu Mare         | 0       | 1          | |
| CSU Galați                | 0       | 1          | |
| Constructorul Galați      | 0       | 1          | |
| Foresta Fălticeni         | 0       | 1          | |
| Argeș Pitești             | 0       | 1          | |
| Siderurgistul Galați      | 0       | 1          | |
| Dinamo Obor București     | 0       | 1          | |
| Seso Câmpia Turzii        | 0       | 1          | |
| Gaz Metan Mediaș          | 0       | 1          | |
| Venus București           | 0       | 1          | |
| CAM Timișoara             | 0       | 1          | |

## Lásd még
- Román labdarúgó-szuperkupa